# 한대희
한대희(1962년 4월 15일 ~ )는 대한민국의 정치인이다. 제15대 민선 7기 경기도 군포시장이다.

## 학력
- 전주고등학교 졸업
- 한국외국어대학교 서양어대학 독일어과 3학년 중퇴

## 경력
- 1989.01 ~ 1992.03: 도서출판 한울림 대표
- 2008.08 ~ 2009.09: 6월항쟁계승사업회 사무국장
- 2008.11 ~ 2010.08: 통합민주당 전략기획위원회 부위원장
- 2010.01 ~ 2011.10: 시민주권 연대와소통위원장
- 2011.12 ~ 2012.01: 민주통합당 사무부총장
- 2013.05 ~ 2015.02: 새정치민주연합 경기도당 사무처장
- 2015.07 ~ 2016.10: 더불어민주당 정책위원회 부의장
- 2016.01 ~ 2016.03: 제20대 국회의원 선거 경기 군포시 갑 더불어민주당 국회의원 예비후보
- 2016.02 ~ : 사람사는세상 노무현재단 기획위원
- 2017.04 ~ 2017.05 제19대 대통령 선거 더불어민주당 문재인 대통령 후보 경기도당 선거대책위원회 국민참여선거대책본부장
- 2017.09 : 행정안전부 정책자문위원회 지방자치분권분과위원
- 2017.10 ~ 2018.02: 대통령직속 지역발전위원회 위원
- 2018.07 ~ 2022.06: 제15대 경기도 군포시장(민선 7기, 더불어민주당, 초선)
- 2024.07 ~ 2024.12: 이학영 국회부의장실 수석비서관

## 전과
- 집회및시위에관한법률위반: 징역 1년 6월 - 1982년 6월 28일 선고[1]

## 역대 선거 결과
|  | 56.11% |

|  | 49.55% |